# Вербовологовское сельское поселение
Вербовологовское сельское поселение — муниципальное образование в Дубовском районе Ростовской области. 
Административный центр поселения — хутор Вербовый Лог.

## Административное устройство
В состав Вербовологовского сельского поселения входят:
- хутор Вербовый Лог;
- хутор Агрономов;
- хутор Королев;
- хутор Минаев.

## Население
| 2010  | 2012  | 2013  | 2014  | 2015  | 2016  | 2017  |
| ----- | ----- | ----- | ----- | ----- | ----- | ----- |
| 1420  | ↘1410 | ↘1396 | ↘1388 | ↘1368 | ↘1365 | ↘1346 |
| 2018  | 2019  | 2020  | 2021  |       |       |       |
| ↗1351 | ↘1314 | ↘1305 | ↘1297 |       |       |       |